# تجمع شرج بلعجم (الشحر)

تعديل مصدري - تعديل

تجمع شرج بلعجم هي إحدى قرى عزلة الشحر بمديرية الشحر التابعة لمحافظة حضرموت، بلغ تعداد سكانها 132 نسمة حسب تعداد اليمن لعام 2004.